# Médaille Dickin
La médaille Dickin est une décoration instituée en 1943 au Royaume-Uni par Maria Dickin. Initialement décernée à des animaux pour honorer leurs actions en temps de guerre, son attribution a été ensuite étendue aux participations aux opérations de police et de secours lors de catastrophes naturelles.

## Description et historique
C'est une médaille pendante en bronze portant sur l'avers les mots « For Gallantry » et « We Also Serve » dans une couronne de laurier.
Le revers lisse est gravé avec le nom de l'animal, ses éventuels matricules et la date de l'attribution.
Le ruban est rayé longitudinalement vert, marron foncé et bleu pâle.
La médaille récompense les animaux qui ont fait preuve de « bravoure ou de dévouement au service ou en association avec l'armée ou la défense civile » (« Conspicuous gallantry or devotion to duty while serving or associated with any branch of the Armed Forces or Civil Defence Units »). Elle est considérée comme la croix de Victoria pour animaux,,.
Maria Dickin fonde le People's Dispensary for Sick Animals (PDSA) durant la Première Guerre mondiale. Il s'agit d'une association caritative vétérinaire britannique.
La médaille est créée en 1943 et a été remise jusqu'en 1949 54 fois, à 32 pigeons, 18 chiens, 3 chevaux et un chat.
Après avoir été en sommeil durant 51 ans, la médaille Dickin est réactivée en 2000 à commencer par la distinction de Gander, un terre-neuve qui a sauvé des militaires  durant la bataille de Hong Kong de 1941.
En décembre 2007, douze récipiendaires de la médaille enterrés dans le cimetière pour animaux (en) d'Ilford dans le Grand Londres ont reçu les honneurs militaires à la suite d'un projet de rénovation dudit cimetière financé par la National Lottery,.
La dernière attribution remonte à janvier 2023. À cette date ont été distingués par la Médaille Dickens, un total général de 74 animaux, plus une attribution collective en 2014 à tous les animaux ayant servi durant la Première Guerre Mondiale.
Parmi les animaux de la police ou de l'armée française ont été distingués à titre posthume :
- le chien Diesel de la police française tué lors d'un assaut du Raid à la suite des attentats du 13 novembre 2015 à Paris ;
- le berger malinois Leuk de la cellule cynotechnique du Commando Kieffer tué le 2 mai 2019 au Mali dans le cadre de l'Opération Barkhane[6].

Ces dernières années, plusieurs Dickin Medals ont été mises aux enchères. En 1993, la médaille du chat Simon, la mascotte du HMS Amethyst (U16) lors de l'incident du Yang-Tse, a été vendue 23 000 livres sterling.

## Récipiendaires
Liste non-exhaustive comportant 69 noms sur un total de 74 récipiendaires (pour la liste complète se référer à l'article Wikipédia en Anglais)

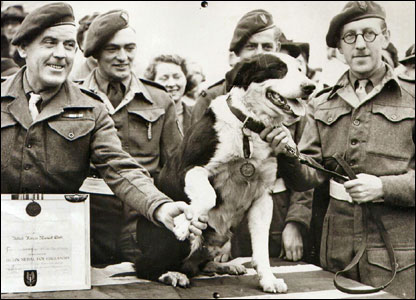
Rob le colley, recevant la médaille Dickin

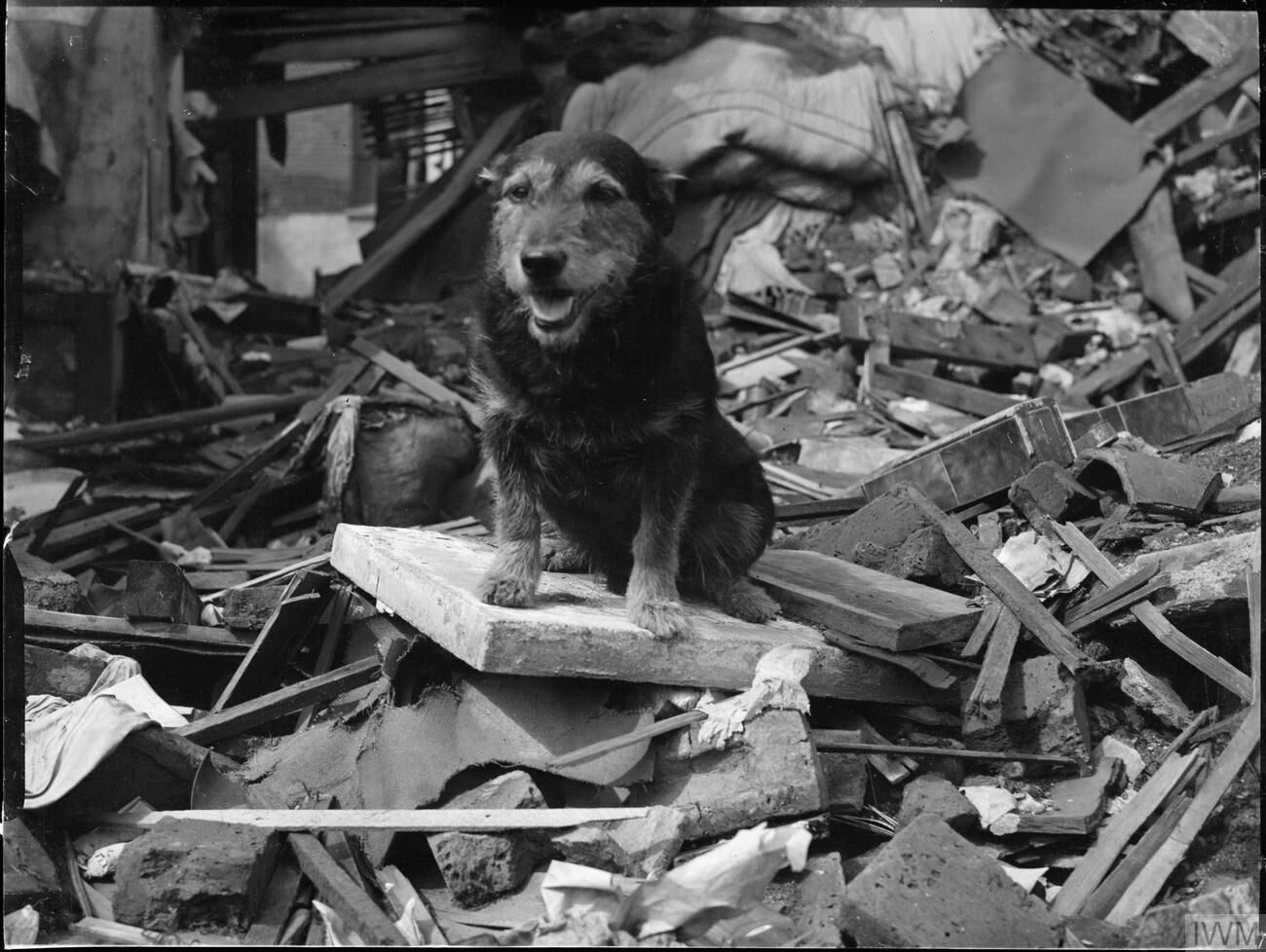
Rip recherchant des victimes du Blitz.

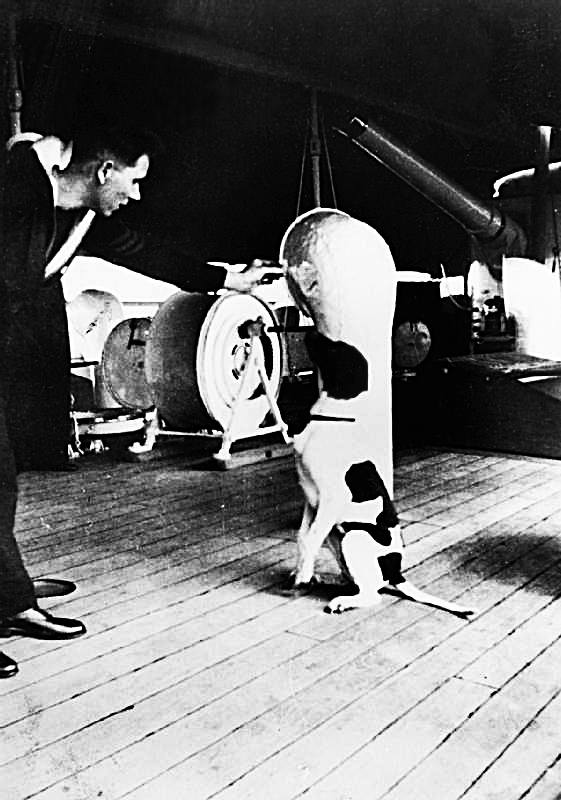
Judy était le chien des navires HMS Gnat et HMS Grasshopper.

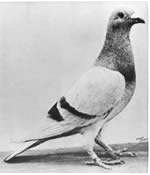
William d'Orange, pigeon voyageur.

| Récipiendaire(s)      | Animal | Date               | Notes | Ref(s)            |
| --------------------- | ------ | ------------------ | --- | ----------------- |
| White Vision (en)     | Pigeon | 2 décembre 1943    | Délivrance d'un message ayant permis le sauvetage de l'équipage d'un avion ayant fait un atterrissage forcé en octobre 1943. | ,                 |
| Winkie (en)           | Pigeon | 2 décembre 1943    | Délivrance d'un message ayant permis le sauvetage de l'équipage d'un avion ayant fait un atterrissage forcé en février 1942. | ,                 |
| Tyke (en)             | Pigeon | 2 décembre 1943    | Délivrance d'un message ayant permis le sauvetage de l'équipage d'un avion ayant fait un atterrissage forcé en juin 1943. | [ 12 ]            |
| Bob (en)              | Chien  | 24 mars 1944       | Un bâtard ayant servi à Green Hill en Afrique du Nord au sein du 6e bataillon du Queen's Own Royal West Kent Regiment. | [ 11 ]            |
| Beach Comber          | Pigeon | 1er septembre 1944 | Délivrance des premières nouvelles du Débarquement de Dieppe en 1942. A servi au sein de l'armée canadienne. | [ 11 ]            |
| Gustav                | Pigeon | 1er septembre 1944 | Délivrance du premier message du débarquement de Normandie le 6 juin 1944. | [ 10 ]            |
| Paddy (en)            | Pigeon | 1er septembre 1944 | Record de rapidité pour la délivrance d'un message depuis le débarquement de Normandie en juin 1944. | ,                 |
| Rip                   | Chien  | 1945               | Un bâtard chien de secours ayant sauvé de nombreuses victimes des bombardements du Blitz. | [ 15 ]            |
| Jet of Iada (en)      | Chien  | 12 janvier 1945    | Un berger allemand servant pour le Civil Defence Service (en) et ayant sauvé de nombreuses victimes des bombardements du Blitz. | ,                 |
| Crumstone Irma (en)   | Chien  | 12 janvier 1945    | Un berger allemand servant pour le Civil Defence Service (en) et ayant sauvé de nombreuses victimes des bombardements du Blitz. | ,                 |
| Beauty                | Chien  | 12 janvier 1945    | Un fox-terrier à poil dur, chien de secours ayant localisé de nombreuses personnes enfouies sous les décombres lors de bombardements, a servi dans un PDSA Rescue Squad. | [ 7 ]             |
| Rob                   | Chien  | 22 janvier 1945    | Un colley ayant réalisé plus de vingt sauts en parachute en Afrique du Nord et en Italie avec le Special Air Service (SAS). Il a été prouvé que son dossier était un canular concocté par le responsable de la formation à la Special Air Service à l'époque pour que le chien puisse rester avec le régiment. | ,                 |
| Kenley Lass (en)      | Pigeon | Mars 1945          | Premier pigeon ayant transmis des informations d'espionnage depuis la France occupée en octobre 1940. A servi pour le National Pigeon Service (en). | [ 20 ]            |
| Navy Blue (en)        | Pigeon | Mars 1945          | Bien que blessé, a délivré un message depuis un champ de bataille en France en juin 1944. | [ 12 ]            |
| Flying Dutchman (en)  | Pigeon | Mars 1945          | A délivré trois messages transmis par des agents des Pays-Bas, porté disparu lors d'une quatrième mission en 1944. | [ 12 ]            |
| Dutch Coast (en)      | Pigeon | Mars 1945          | Délivrance d'un message de détresse lancé par un équipage d'avion en avril 1942. A parcouru 288 miles en sept heures et demie. | [ 11 ]            |
| Commando              | Pigeon | Mars 1945          | A délivré trois messages depuis la France occupée, a servi pour le National Pigeon Service (en). | [ 11 ]            |
| Royal Blue (en)       | Pigeon | Mars 1945          | Premier pigeon de la Seconde Guerre mondiale à délivrer un message depuis un avion ayant fait un atterrissage forcé sur le continent en octobre 1940. | [ 12 ]            |
| Thorn (en)            | Chien  | 2 mars 1945        | Un berger allemand ayant localisé les victimes d'une attaque aérienne dans des bâtiments en flamme. A servi sous le Civil Defence Service (en). | [ 21 ]            |
| Rifleman Khan (en)    | Chien  | 27 mars 1945       | Un berger allemand ayant sauvé de la noyade un soldat durant l'assaut de Walcheren en novembre 1944, appartenant au 6e bataillon des Cameronians. | [ 21 ]            |
| Rex                   | Chien  | Avril 1945         | Un berger allemand ayant localisé des victimes dans des bâtiments en flamme. A servi sous le Civil Defence Service (en). | [ 11 ]            |
| Ruhr Express (en)     | Pigeon | Mai 1945           | Délivrance d'un message depuis la poche de la Ruhr en avril 1945. | [ 12 ]            |
| William d'Orange      | Pigeon | Mai 1945           | Détenteur du record de vitesse pour l'envoi d'un message depuis l'opération Market Garden. A servi le National Pigeon Service (en). | [ 22 ]            |
| Scotch Lass (en)      | Pigeon | Juin 1945          | A ramené 38 microphotographies à travers la mer du Nord depuis les Pays-Bas malgré des blessures en septembre 1944. | [ 12 ]            |
| Sheila (en)           | Chien  | 2 juillet 1945     | Un colley, qui a sauvé quatre Américains perdus dans le blizzard sur les monts Cheviot après un crash en décembre 1944. | [ 11 ]            |
| Billy                 | Pigeon | Août 1945          | Délivrance d'un message depuis un bombardier à la suite d'un atterrissage forcé en 1942. | [ 12 ]            |
| Broad Arrow (en)      | Pigeon | Octobre 1945       | A rapporté trois messages depuis le continent en 1943, a servi pour le National Pigeon Service (en). | [ 12 ]            |
| NPS.42.NS.2780 (en)   | Pigeon | Octobre 1945       | A rapporté trois messages depuis le continent en 1942 et 1943, a servi pour le National Pigeon Service (en). | [ 12 ]            |
| NPS.42.NS.7524 (en)   | Pigeon | Octobre 1945       | A rapporté trois messages depuis le continent en 1942 et 1943, a servi pour le National Pigeon Service (en). | [ 12 ]            |
| Maquis                | Pigeon | Octobre 1945       | A rapporté trois messages depuis le continent en 1943 et 1944, a servi pour le National Pigeon Service (en). | [ 12 ]            |
| Mary of Exeter (en)   | Pigeon | Novembre 1945      | S'est distingué pour son endurance exceptionnelle durant son service malgré des blessures. | ,                 |
| Peter (en)            | Chien  | Novembre 1945      | Un colley qui a localisé des personnes disparues dans les décombres de bâtiments lors du Blitz, a servi pour le Civil Defence Service (en). | ,                 |
| Tommy (en)            | Pigeon | Février 1946       | Délivrance d'un message depuis les Pays-Bas jusqu'au Lancashire en juillet 1942, a servi pour le National Pigeon Service (en). | [ 12 ]            |
| All Alone (en)        | Pigeon | Février 1946       | Délivrance d'un message sur une distance de plus de 400 miles en un jour en août 1943, a servi pour le National Pigeon Service. | [ 12 ]            |
| Judy                  | Chien  | Mai 1946           | Un pointer ayant apporté du réconfort aux détenus d'un camp de prisonniers japonais. | [ 11 ]            |
| Princess (en)         | Pigeon | Mai 1946           | Délivrance d'un message sur une distance de plus de 500 miles au-dessus de la mer depuis la Crète. | [ 10 ]            |
| Mercury (en)          | Pigeon | Août 1946          | Délivrance d'un message sur une distance de 480 miles depuis le nord du Danemark en 1942, a servi pour le National Pigeon Service (en). | [ 23 ]            |
| NURP.38.BPC.6 (en)    | Pigeon | Août 1946          | Trois vols en 1941, a servi pour le National Pigeon Service (en). | [ 12 ]            |
| G.I. Joe (en)         | Pigeon | Août 1946          | A volé sur 20 miles en 20 minutes. Le contenu du message aurait sauvé plus d'une centaine de vies humaines. A servi l'United States Army Pigeon Service (en). | [ 10 ]            |
| Punch et Judy (en)    | Chien  | Novembre 1946      | Boxers ayant sauvé deux officiers britanniques en Palestine en attaquant un nationaliste. | [ 24 ]            |
| Cologne (en)          | Pigeon | 1947               | A volé depuis un avion écrasé à Cologne malgré des blessures en 1943. | [ 10 ]            |
| Duke of Normandy (en) | Pigeon | 8 janvier 1947     | Premier pigeon à transporter un message depuis les parachutistes de la 21st Army Group le 6 juin 1944, a servi le National Pigeon Service (en). | [ 11 ]            |
| NURP.43.CC.1418 (en)  | Pigeon | 8 janvier 1947     | Vol le plus rapide depuis la 6e division aéroportée depuis la Normandie le 7 juin 1944, a servi le National Pigeon Service (en). | [ 12 ]            |
| DD.43.T.139 (en)      | Pigeon | Février 1947       | A rapporté un message depuis un navire sombré dans le golfe d'Huon qui a permis de sauver l'équipage et sa cargaison. A servi avec la Royal Australian Corps of Signals (en). | [ 11 ]            |
| DD.43.Q.879 (en)      | Pigeon | Février 1947       | Seul survivant de trois pigeons libérés pour avertir d'une contre-attaque imminente à île de Manus. Est parvenu au quartier général à temps pour sauver un corps de Marins américain, a servi avec la Royal Australian Corps of Signals (en). | [ 20 ]            |
| Ricky (en)            | Chien  | 29 mars 1947       | Un berger gallois (en) qui a détecté des mines, le long d'un canal à Nederweert aux Pays-Bas, bien qu'il ait été blessé par l’une d'entre elles. | [ 11 ]            |
| Bing (Brian) (en)     | Chien  | 29 mars 1947       | Un berger allemand, parachuté en Normandie avec le Régiment parachutiste. | ,                 |
| Olga                  | Cheval | 11 avril 1947      | Contrôle du trafic et assistance aux services de sauvetage après l’explosion d’une bombe volante à Tooting, a servi pour la police du Royaume-Uni. | ,                 |
| Upstart               | Cheval | 11 avril 1947      | Contrôle du trafic après l’explosion d’une bombe volante à Bethnal Green, a servi pour la police du Royaume-Uni. | ,                 |
| Regal (en)            | Cheval | 11 avril 1947      | A gardé son calme malgré des incendies dans l’écurie à deux reprises à Muswell Hill en raison de bombes incendiaires. | ,                 |
| Simon                 | Chat   | 1949               | Chat du HMS Amethyst, récompense obtenue pour ses talents de dératiseur malgré une blessure. Il reste le seul félin d'être honoré par la médaille. | [ 15 ]            |
| Antis (en)            | Chien  | 28 janvier 1949    | Un berger allemand qui a servi auprès d’un aviateur tchèque dans l’armée de l’air française en Amérique du Nord. A aidé son maître à s’enfuir après la mort de Jan Masaryk. | [ 26 ]            |
| Tich (en)             | Chien  | 1er juillet 1949   | Un bâtard, récompensé pour son courage et son dévouement entre 1941 et 1945. A servi auprès du 1er bataillon du Corps royal des fusiliers du Roi. | [ 15 ]            |
| Gander (en)           | Chien  | 27 octobre 2000    | Un terre-neuve ayant sauvé trois hommes de l’infanterie canadienne pendant la bataille de Hong Kong en décembre 1941. Mort au combat par une grenade. | [ 16 ]            |
| Appollo (en)          | Chien  | 5 mars 2002        | Un berger allemand a reçu le prix pour représenter tous les chiens de secours et de recherche employés lors des attaques du 11 septembre. | [ 27 ]            |
| Salty et Roselle (en) | Chien  | 5 mars 2002        | Deux labrador retriever chiens guides d’aveugle qui ont permis à leur maîtres de s’enfuir du World Trade Center en 2001 en passant plus de 70 volées d’escaliers. | [ 27 ]            |
| Sam                   | Chien  | 14 janvier 2003    | Un berger allemand, qui a mis à terre un homme armé et freiné des émeutiers pendant son service en Bosnie-Herzégovine en avril 1998 auprès du The Royal Canadian Regiment (Royal Army Veterinary Corps). | [ 28 ]            |
| Buster                | Chien  | 9 décembre 2003    | Un springer anglais, ayant localisé un arsenal militaire à Safwan (en) au Sud de l’Irak en mars 2003, a servi pour le Duke of Wellington's Regiment (en). | ,                 |
| Lucky (en)            | Chien  | 6 février 2007     | Un berger allemand, étant le seul survivant d’une équipe de quatre chiens à la recherche de nationalistes en Malaisie Britannique de 1949 à 1952, a servi avec la Royal Air Force Police. | [ 29 ]            |
| Sadie (en)            | Chien  | 6 février 2007     | Un labrador retriever ayant détecté des engins explosifs par la suite désarmés à Kaboul en Afghanistan en novembre 2005. A servi avec le Royal Gloucestershire, Berkshire and Wiltshire Regiment. | [ 30 ]            |
| Treo (en)             | Chien  | 24 février 2010    | Un labrador retriever ayant localisé des engins explosifs amateurs dans la province de Helmand en Afghanistan en août et septembre 2008, a servi avec la Royal Army Veterinary Corps. | [ 31 ]            |
| Theo                  | Chien  | 25 octobre 2012    | Un springer anglais, ayant localisé des engins explosifs en Afghanistan, détient le record du plus grands nombres d’armes et d’explosifs détectés par un chien (14 opérations). | [ 32 ]            |
| Sacha                 | Chien  | Mai 2014           | Un labrador retriever ayant localisé des engins explosifs et plusieurs armes en Afghanistan. Le chien renifleur et son maître, le caporal Kenneth Rowe, ont été tués par une grenade, en juillet 2008. | [réf. nécessaire] |
| Warrior               | Cheval | Septembre 2014     | Pour le 100e anniversaire de la Première Guerre mondiale, le cheval qui a inspiré le film Cheval de guerre a reçu la décoration à titre posthume, non seulement pour ses exploits, mais aussi afin d'honorer l'ensemble des chevaux, chiens et pigeons alliés du premier conflit mondial (en effet, la décoration ayant été créée durant le second conflit mondial, aucun animal vétéran de la Grande Guerre n'avait reçu cette distinction). | [ 33 ]            |
| Diesel                | Chien  | 28 décembre 2015   | Un malinois en service au sein de la police française tué lors de l'assaut de la cache des terroristes. Il devient le second animal non ressortissant du Commonwealth à être décoré (après Antis, chien de l'Armée de l'air française servant au sein de l'escadrille tchèque durant le second conflit mondial). Diesel est également décorée de la médaille de bronze pour actes de courage et de dévouement.                                | [ 34 ]            |
| Lucca                 | Chien  | 5 avril 2016       | Un berger allemand des US Marines, qui participa à plus de 400 patrouilles en Irak et en Afghanistan. | [ 35 ]            |
| Sergeant Reckless     | Cheval | 27 juillet 2016    | Jument ayant servi dans les US Marines au cours de la guerre de Corée, en tant que convoyeuse de munitions. Elle contribua aussi à sauver des soldats blessés en les éloignant des zones de danger. | [ 36 ]            |
| Leuk                  | Chien  | avril 2021         | Berger malinois de la cellule cynotechnique du Commando Kieffer, mort en opération le 2 mai 2019 au Mali (Opération Barkhane). | [ 6 ]             |
| Bass                  | Chien  | Janvier 2023       | Malinois belge des U.S. Marines | [ 37 ]            |